# Phialanthus grandifolius
Phialanthus grandifolius är en måreväxtart som beskrevs av Brother Alain. Phialanthus grandifolius ingår i släktet Phialanthus och familjen måreväxter.
Artens utbredningsområde är Puerto Rico. Inga underarter finns listade i Catalogue of Life.